# Republik Gersau
Die Republik Gersau (in der frühen Neuzeit «altfrye Republik Gersau») war ein selbständiger Kleinstaat auf dem Gebiet des heutigen Kantons Schwyz in der Schweiz. Er entstand im Jahr 1390, als sich die Bewohner des Dorfes Gersau von der Herrschaft durch Vögte aus Luzern freikauften und ihre Rechte fortan selbst ausübten. 1433 erhielten sie durch Kaiser Sigismund von Luxemburg offiziell den Status eines reichsunmittelbaren Freistaats im Heiligen Römischen Reich zuerkannt. Danach regelte Gersau seine inneren Angelegenheiten über dreieinhalb Jahrhunderte lang selbst. Innerhalb der Alten Eidgenossenschaft war die Republik ein zugewandter Ort, welcher unter der Schutz- und Schirmherrschaft der vier Waldstätte Luzern, Schwyz, Uri und Unterwalden stand.
Mit dem Franzoseneinfall ging die Republik 1798 unter und war während der Zeit der Helvetischen Republik dem Kanton Waldstätten zugeteilt. Die von Napoleon Bonaparte verfügte Mediationsverfassung schloss das Dorf dem Kanton Schwyz an. Nach dem Ende von Napoleons Herrschaft riefen die Einwohner 1814 erneut die Republik Gersau aus, die von den alten Schirmorten anerkannt wurde. Basierend auf den Bestimmungen des Wiener Kongresses und des Bundesvertrags von 1815 strebte der Kanton Schwyz danach, die 23,7 Quadratkilometer grosse, zwischen dem Südhang der Rigi und dem Nordufer des Vierwaldstättersees gelegene Republik einzuverleiben. Dies gelang 1817 mit der Zustimmung der Tagsatzung. Per 1. Januar 1818 wurde die Republik aufgelöst; ihr Gebiet bildet heute den Bezirk Gersau.

## Geschichte

### Entstehung

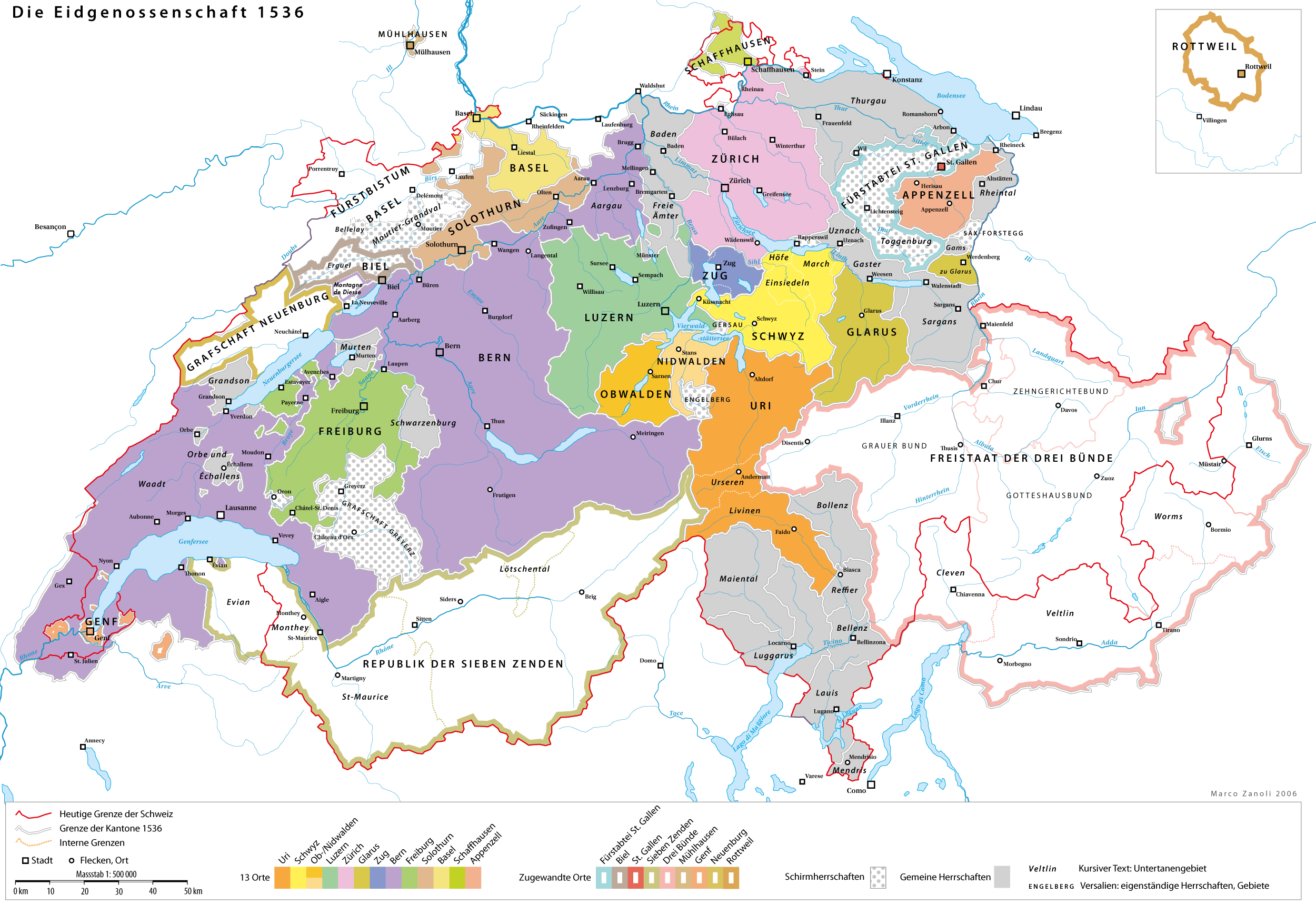
Karte der Eidgenossenschaft im Jahr 1536 (die Republik Gersau etwa in Bildmitte, violett umrandet)

Gersau gehörte zum Gründungsgut des Klosters Muri im Aargau (Ersterwähnung von Gersouwe 1064 in den nachträglich erstellten Acta Murensia). Schirmherren des Dorfes waren die früheren Besitzer, die Grafen von Lenzburg, nach deren Aussterben im Jahr 1173 die Grafen von Habsburg (die ihrerseits die Stifter des Klosters waren). Das um 1300 erstellte Habsburger Urbar bezeichnete Gersau als verpfändeten Ort. Nach dem Tod des Pfandgläubigers Gelwan Kaverschin fiel das Dorf 1332 an die Habsburger zurück. Diese wiederum verpfändeten am 15. November 1333 die Vogteirechte an zwei Junker in Luzern, Rudolf von Freienbach und Jost von Moos. Sie sicherten damit einen hohen Kredit, den Rudolfs Bruder Heinrich (der damals als Pfarrer am Wiener Stephansdom wirkte) dem österreichischen Herzog Albrecht II. gewährt hatte.
Ein Jahr zuvor, am 7. November 1332, war Gersau in den Bündnisvertrag der Stadt Luzern mit Uri, Schwyz und Unterwalden aufgenommen worden, ohne jedoch namentlich erwähnt zu werden. Dieses Versäumnis wurde am 31. August 1359 mit einem förmlichen Bundesbrief behoben. Darin bestätigten die «ehrbaren Leute, die guten Nachbarn und Kilchgenossen von Gersau und Weggis» den Inhalt des früheren Bündnisses. Wenige Jahre nach der Verpfändung gelangte Jost von Moos in den alleinigen Besitz der Vogteirechte. Sein Sohn Heinrich fiel 1386 in der Schlacht bei Sempach. Vier Jahre später, am 3. Juni 1390, einigte sich das Dorf mit dessen Geschwistern Johann, Peter und Agnes darauf, das Pfand einzulösen und sich dadurch loszukaufen. Für 690 Pfund Pfennige übernahm Gersau die Rechte der Vogtei zu eigen, womit die Dorfbewohner als freie Landleute die Steuerrechte und die Gerichtsbarkeit selbst ausüben konnten.
Nachdem Luzern 1380 durch Kauf in den Besitz von Weggis und Vitznau gelangt war, versuchte die Stadt auch das benachbarte Gersau unter seine Kontrolle zu bringen. Wiederholt forderten die Luzerner, dass die Erneuerung des Bundesschwurs in ihrer Stadt vorgenommen werden müsse. Gersau verweigerte dies mehrmals und berief sich auf altes Gewohnheitsrecht. Schiedsgerichte fällten in den Jahren 1395, 1417 und 1430 Urteile zugunsten Gersaus, was das Dorf vor dem Zugriff Luzerns bewahrte. Die Gersauer strebten danach, ihre Selbständigkeit von allerhöchster Stelle bestätigen zu lassen. Kaiser Sigismund nahm von Oktober 1433 bis Anfang 1434 am Konzil von Basel teil. So reiste eine Gesandtschaft nach Basel und erhielt am 31. Oktober 1433 eine mit dem kaiserlichen Siegel beglaubigte Urkunde. Darin bestätigte Sigismund alle Privilegien, Freiheiten und Rechte des Dorfes. Gersau war somit offiziell ein reichsunmittelbarer Freistaat im Heiligen Römischen Reich. Die Urkunde wird heute in Schwyz im Bundesbriefmuseum aufbewahrt.

### Staatsorganisation
Nach dem Loskauf im Jahr 1390 waren die Gersauer Kirchgenossen in der Ausgestaltung ihres Staatswesens weitgehend frei. Sie erliessen am 28. Juni 1436 das «Hofrecht», das die althergebrachten politischen und strafrechtlichen Grundlagen des kleinen Staates regelte. Das am selben Tag erlassene «Eherecht» war das für Gersau verbindliche Zivilgesetz.
Höchste politische Gewalt war die Landsgemeinde. Alle Bürger ab dem vollendeten 14. Lebensjahr (vom 17. Jahrhundert an ab dem 16. Lebensjahr) waren unter Strafandrohung zur Teilnahme verpflichtet. Die wichtigsten Landsgemeinden fanden jeweils am ersten Sonntag im Mai statt: Es wurden Gesetzesänderungen beraten und beschlossen sowie Wahlen durchgeführt, ebenso vereidigte man die Amtsträger und die Jungbürger. Die Landsgemeinden im Herbst betrafen die Nutzung von Alpweiden und Waldungen sowie den Unterhalt der gemeinschaftlich erstellten Bauten. Weniger bedeutend waren die Landsgemeinden am Pfingstmontag, an denen die Bürger die Organisation der Marktschiffe nach Luzern regelten.
Die Landsgemeinde wählte für jeweils zwei Jahre einen neunköpfigen Rat, bestehend aus dem Landammann (Oberhaupt der Regierung), dem Statthalter (Stellvertreter) und sieben weiteren Ratsherren. Es herrschte Amtszwang; ein Gewählter musste das Amt zwingend ausüben. Erster Landammann war Heinrich Camenzind, der 1394 in dieses Amt gewählt wurde. Von den 113 Amtsinhabern bis 1798 stammten 60 aus dem Geschlecht der Camenzind. Weitere Landammänner stellten die Nigg (14), Rigert (12), Schöchlin (12), Baggenstoss (6), Küttel (4) und Müller (3). Der Landammann war zugleich Landeshauptmann und damit oberster Kriegsherr. Weitere wichtige Ämter waren Landessäckelmeister, Landesfähnrich (Anführer der Kriegsmannschaft), Landschreiber und Landesweibel.
Gersau hatte die hohe Gerichtsbarkeit inne und besass eine Richtstätte mit Galgen. Der neunköpfige Rat wirkte gleichzeitig als Gericht; es herrschte also keine Gewaltenteilung. War ein Kläger oder Beklagter mit einem Urteil nicht einverstanden, konnte er zweimal vor einem erweiterten Gericht appellieren. Die letzte Instanz war eine Gerichts-Landsgemeinde vor allen Bürgern, an der die Verwandten beider Parteien nicht teilnehmen durften. Nahm ein Kirchgenosse das letztinstanzliche Urteil nicht an, konnte er des Landes verwiesen werden.

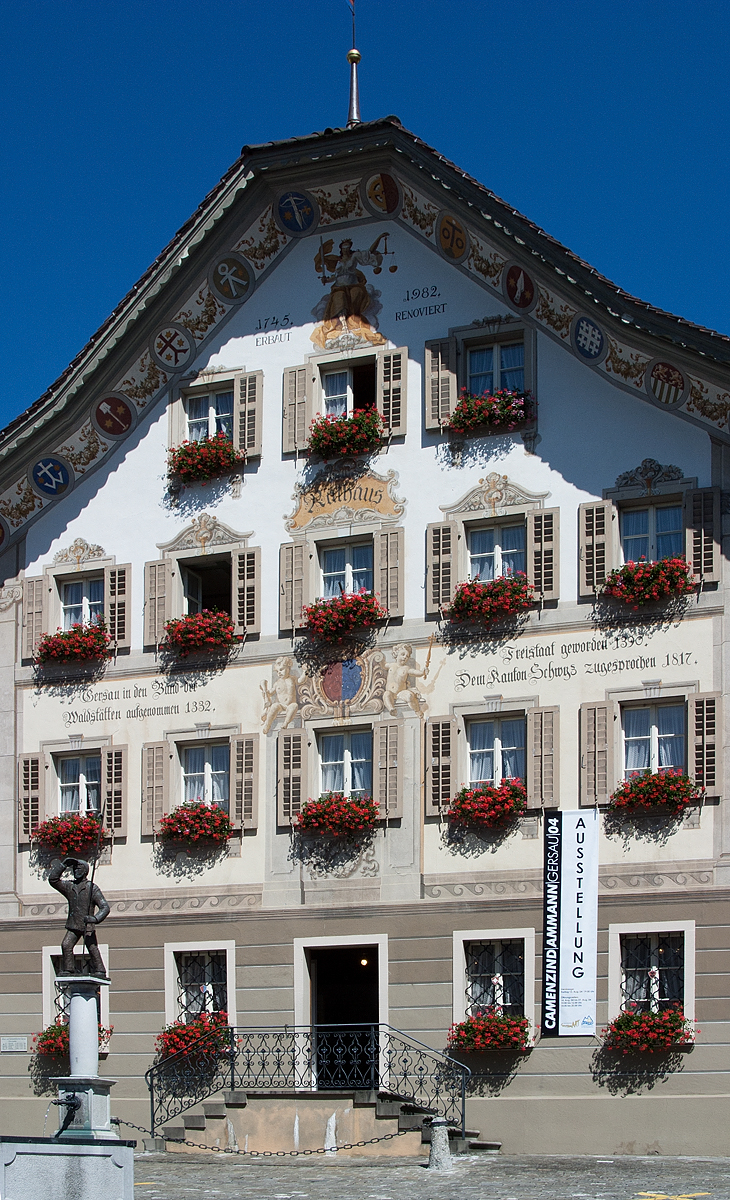
Rathaus von Gersau

Eine Besonderheit ist die «Genossame», die Nutzungsgenossenschaft (Korporation) aller alteingesessenen Bürger, die ab 1390 das ehemalige Lehens- und Vogteigut gemeinschaftlich verwaltete. Später kamen das gesamte Gemeinde-, Kirchen-, Pfrund- und Stiftungsvermögen sowie die Allmende hinzu. Die Genossame nahm Verkaufserlöse, Kapitalzinsen, Ohmgeld und weitere indirekte Steuern ein. Damit finanzierte sie Kirchen- und Pfrundhäuser, den Unterhalt von Wegen und Stegen, Polizei- und Weibeldienste, Löschgeräte und weitere Ausgaben. Jahrhundertelang bestand zwischen der Genossame und der Gemeinde praktisch kein Unterschied; erst 1838 wurden Zuständigkeiten und Besitztümer klar aufgeteilt.

### Verhältnis zu den Eidgenossen
Staatsrechtlich hatte die «altfrye Republik Gersau» den Status eines zugewandten Ortes der Eidgenossenschaft. Sie stand in einer engen vertraglichen Bindung mit den vier Waldstätten, war aber kein gleichberechtigtes Mitglied. Ebenso ging sie keine vertraglichen Verpflichtungen gegenüber anderen Orten der Eidgenossenschaft ein. Die vier Bündnispartner übernahmen die Schutz- und Schirmherrschaft, während sich Gersau im Gegenzug zu militärischer Hilfeleistung im Dienste der Eidgenossen verpflichtete. Die kleine Kriegsmannschaft zählte zu Beginn 24 Mann, ab dem 18. Jahrhundert 54 Mann. Das Aufgebot erfolgte meist durch Schwyz oder Luzern. Auf Seiten der Schirmorte kämpften Gersauer Soldaten 1386 in der Schlacht bei Sempach (wo sie das Banner der Grafen von Hohenzollern eroberten), 1440 im Alten Zürichkrieg, von 1474 bis 1477 in den Burgunderkriegen, 1531 in der Schlacht bei Kappel, 1653 im Bauernkrieg und 1712 im Toggenburgerkrieg.
Im 16. und 17. Jahrhundert war Gersau ein beliebter Treffpunkt für Tagsatzungen der fünf katholischen Orte Luzern, Schwyz, Uri, Unterwalden und Zug, besonders während der Zeit der Gegenreformation. Die erste Gersauer Tagsatzung fand am 30. September 1575 statt. Bis April 1687 trafen sich die fünf Orte insgesamt 87 Mal in Gersau, danach jedoch nie mehr. Warum hier weitere Tagsatzungen ausblieben, ist nicht bekannt. Diese Situation änderte sich auch nicht, als Gersau im Jahr 1745 ein stattliches Rathaus erbaute, das durchaus einen würdigen repräsentativen Rahmen geboten hätte. Gersau hatte zwar sein eigenes Gericht, dieses war jedoch auf interne Angelegenheiten beschränkt. Zivile Streitigkeiten zwischen Gersauern und Landleuten anderer Orte sowie Grenzstreitigkeiten wurden von den Schirmorten behandelt. Daran zeigte sich, dass Gersau nicht völlig unabhängig war, sondern in einem gewissen Abhängigkeitsverhältnis stand.

### Untergang der Republik

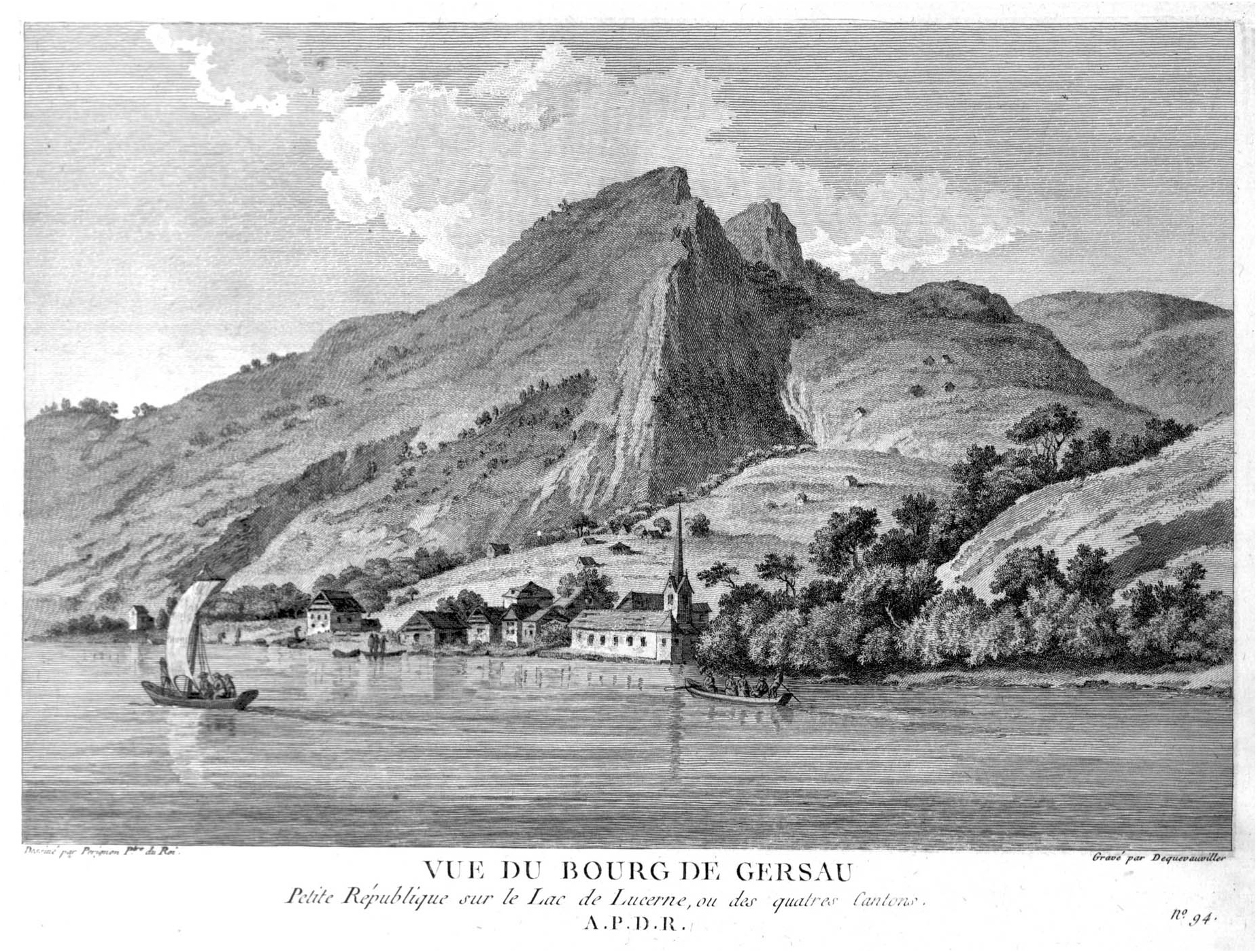
Ansicht von Gersau auf einem Kupferstich (ca. 1780)

Gegen Ende des 18. Jahrhunderts schien die «altfrye Republik Gersau» zumindest äusserlich ein Hort der Gleichheit und Freiheit zu sein, doch das gesellschaftliche Leben der Einwohner war durch zahlreiche religiös-kirchliche Verpflichtungen und strenge polizeiliche Regelungen eingeschränkt. Neben der Alp- und Landwirtschaft sowie der Fischerei bot ab 1730 lediglich die Seidenverarbeitung in Heimarbeit Verdienstmöglichkeiten. Das Dorf war nur auf dem Wasserweg über den Vierwaldstättersee erreichbar (eine Strassenverbindung gibt es erst seit 1867) und somit von der Nachbarschaft isoliert. Die Ideale der Aufklärung und die Ereignisse der Französischen Revolution fanden kaum Beachtung. Bürgerrechte besassen nur die Alteingesessenen, nicht aber die zahlreich hinzugezogenen Hintersassen.
Im April 1798 warnten Schwyz und Unterwalden vor dem Franzoseneinfall, woraufhin Gersau alle waffenfähigen Männer aufbot. Nach einem Hilfegesuch der beiden Orte marschierte die Kompanie in Richtung Brünigpass. Als Luzern, Schwyz und Zug kapitulierten und die Verfassung der neuen Helvetischen Republik annahmen, kehrten sie ohne Kampfeinsatz zurück. Gersau stellte zwischenzeitlich Wachtposten auf und gewährte den Hintersassen kurzerhand das Bürgerrecht, sofern sie sich zum Kriegsdienst verpflichteten. Landammann und Statthalter reisten vergeblich nach Zürich zum französischen General Alexis von Schauenburg, um die Eigenständigkeit zu retten. Im Mai 1798 wurde die Republik aufgelöst und Gersau war nun eine gewöhnliche Munizipalität, die zum Distrikt Schwyz im Kanton Waldstätten gehörte.
Die Gersauer legten am 26. August 1798 widerwillig den Bürgereid auf die Verfassung der Helvetischen Republik ab. Am 17. September quartierten sich zwei französische Kompanien in Gersau ein und entwaffneten die Kriegsmannschaft, ebenso beschlagnahmten sie die Landesfahne und die Schatztruhe. Nach vier Jahren zogen die Truppen ab, woraufhin im Dorf die alten Traditionen wieder Einzug hielten. Die Gemeindeversammlung lehnte am 9. Juni 1802 die zweite helvetische Verfassung einmütig ab und berief sich ausdrücklich auf die alten Freiheiten. Eine Landsgemeinde bestimmte am 27. August durch Auslosung erneut eine Kriegsmannschaft. Mit der von Napoleon diktierten Mediationsverfassung endete diese aufmüpfige Phase nach wenigen Monaten, denn Gersau wurde am 19. Februar 1803 als Bezirk dem Kanton Schwyz zugeteilt.

### Kurzzeitiges Wiederaufleben
Angesichts von Napoleons Niederlagen erklärte die Tagsatzung am 29. Dezember 1813 die Mediationsverfassung für aufgehoben, der Schwyzer Kantonsrat hob am 19. Januar 1814 die Schwyzer Kantonsverfassung ebenfalls auf. Die Gersauer Landsgemeinde beschloss am 2. Februar einstimmig, die vorrevolutionäre Verfassung in Kraft zu setzen und sich wieder unter die Schirmherrschaft der vier Waldstätte zu stellen. Unterwalden anerkannte die «altfrye Republik» am 3. Februar, Schwyz am 8. März, Uri am 6. April und der Kanton Luzern am 22. April. Die feierliche Konstituierung erfolgte am 24. April in der Pfarrkirche. Nachdem Napoleon erneut in Frankreich gelandet war und die Herrschaft der Hundert Tage begonnen hatte, bat Schwyz am 23. März 1815 «die lieben Nachbaren und Bundesgenossen von Gersau», ein Kontingent von 24 Soldaten bereitzustellen. Die Hälfte davon marschierte mit einer Jägerkompanie nach Pontarlier, doch mit Napoleons Niederlage bei Waterloo war der letzte Einsatz der Gersauer Kriegsmannschaft bereits wieder beendet.
Bei den inzwischen begonnenen Beratungen zum Bundesvertrag, der die Eidgenossenschaft als losen Staatenbund von 22 unabhängigen Kantonen etablieren sollte, wurde die Existenz der Republik Gersau gar nicht erst wahrgenommen. Als der Bundesvertrag am 7. August 1815 in Kraft trat, fehlte eine Erwähnung. In der Erklärung der Grossmächte auf dem Wiener Kongress vom 20. November 1815, die den Weiterbestand der Eidgenossenschaft sicherte, kam die Republik ebenfalls nicht vor. Schwyz empfand diesen Zustand zunehmend als unhaltbar und bat am 11. April 1816 in einem Schreiben, Gersau möge sich erneut anschliessen. Die Gersauer erklärten sich zu Verhandlungen bereit, diese verliefen aber ergebnislos. Ein Schwyzer Schreiben vom 12. Oktober 1816 machte erstmals explizit auf die Erklärung des Wiener Kongresses aufmerksam, die das Territorium der Kantone von 1813 garantierte. Schwyz berief sich somit auf übergeordnetes Recht und ignorierte die vorschnelle Anerkennung von 1814.
Im Februar 1817 versuchte Gersau erneut, seine Eigenständigkeit zu wahren, drang aber mit Vorschlägen einer Teilautonomie – bei der Schwyz die Republik an den Tagsatzungen vertreten hätte – nicht durch. Als Schwyz mitteilte, man werde die Angelegenheit vor der eigenen Landsgemeinde zur Sprache bringen, suchte Gersau Unterstützung bei den übrigen Schirmorten. Diese lehnten das Vorpreschen der Schwyzer ab, wobei sich besonders Uri empört zeigte, und luden zu einer Konferenz in Stans. Doch drei Tage bevor diese hätte stattfinden sollen, beschloss die Schwyzer Landsgemeinde am 27. April in Ibach, Gersau als Teil des Kantonsgebiets zu betrachten. In der Begründung wurde behauptet, die Republik habe sich 1803 «aus eigenem Antrieb» dem Kanton angeschlossen und der damalige Vorgang sei kein «Werk der bonapartischen Mediation» gewesen.
Während Gersau nochmals bei den Schirmorten um Hilfe bat, gelangte Schwyz am 30. Mai 1817 an den Kanton Bern, dem damaligen Vorort, um den Beschluss der Landsgemeinde von der nächsten Tagsatzung bestätigen zu lassen. Gersau wurde erst drei Wochen später über diesen Schritt informiert. Schwyz verstärkte den Druck, stellte Steuerforderungen für die letzten beiden Jahre und setzte die übrigen Kantone vom Landsgemeindebeschluss in Kenntnis. Die Antwortschreiben lassen darauf schliessen, dass das Wiederaufleben der Republik Gersau vielerorts gar nicht bekannt war. Vier Gersauer Gesandte reisten zur Tagsatzung nach Bern. Als sie am Nachmittag des 22. Juli dort ankamen, erfuhren sie, dass die Sitzung bereits am Vormittag stattgefunden hatte. Auf der Grundlage des Wiener Kongresses und des Bundesvertrages wurde mit 13½ zu 8½ Standesstimmen beschlossen, Gersau mit Schwyz zu vereinen.
Die Gersauer Landsgemeinde am 16. November 1817 akzeptierte diesen Beschluss. Bei den darauf folgenden Verhandlungen wurde die Forderung Gersaus nach gleichberechtigter Nutzung der Allmenden im Bezirk Schwyz kategorisch abgelehnt. Als Entschädigung erhielt die Gemeinde den Status eines Bezirks zugesprochen, was mit mehr Prestige verbunden war. Ausserdem waren sämtliche Schuldforderungen hinfällig. Am 27. Dezember nahm die letzte Gersauer Landsgemeinde den Vereinigungsvertrag an, der am 1. Januar 1818 in Kraft trat. Die Schwyzer Landsgemeinde liess sich mit der Ratifizierung bis zum 28. April Zeit.

## Aussenwirkung
Die eigenständige Stellung der kleinen, relativ isolierten Republik weckte neben Neid auch den Spott seiner Nachbarn. Über die Gersauer wurden ähnliche Narrengeschichten erzählt wie über die Schildbürger. Solche sind bereits 1513 in der Luzerner Chronik von Diebold Schilling dem Jüngeren überliefert. Die bekannteste Geschichte stammt aus dem Jahr 1798: Vor dem Einmarsch der Franzosen versenkten die Gersauer ihre Kirchglocken im See, damit sie nicht gestohlen würden. Um die Glocken nach dem Wegzug wiederzufinden, markierten sie die Stelle mit einer deutlich sichtbaren Kerbe am Rande des Schiffs und kehrten wieder ans Ufer zurück. In der Innerschweiz ist gersauere auch heute noch ein Ausdruck für unüberlegtes, umständliches, aber auch spassiges Handeln, und ein Gersauerstückli ist ein Schildbürgerstreich.